# Bandera de Vietnam
La bandera nacional de Vietnam, formalmente conocida como Bandera Nacional de la República Socialista de Vietnam (en vietnamita: Quốc kỳ nước Cộng hoà xã hội chủ nghĩa Việt Nam), fue diseñado en 1940 y utilizado durante un levantamiento contra los franceses y japoneses en el sur de Vietnam ese año. El fondo rojo simboliza la revolución y el derramamiento de sangre. La estrella dorada simboliza el alma de la nación y las cinco puntas de la estrella representan las cinco clases principales de la sociedad vietnamita: intelectuales, agricultores, trabajadores, empresarios y soldados.
La bandera fue utilizada por el Viet Minh, una organización liderada por comunistas creada en 1941 para oponerse a la ocupación japonesa. Al final de la Segunda Guerra Mundial, el líder del Viet Minh, Ho Chi Minh, proclamó la independencia de Vietnam y firmó un decreto el 5 de septiembre de 1945 adoptando la bandera del Viet Minh como bandera de la República Democrática de Vietnam. La RDV se convirtió en el gobierno de Vietnam del Norte en 1954 tras la Conferencia de Ginebra. La bandera fue modificada el 30 de noviembre de 1955 para enderezar las puntas de la estrella. Hasta el final de la guerra de Vietnam en 1975, Vietnam del Sur utilizó una bandera amarilla con tres franjas rojas. La bandera roja de Vietnam del Norte fue adoptada más tarde como bandera del Vietnam unificado en 1976. La bandera de Vietnam es la única bandera entre la ASEAN que no contiene el color blanco, siendo el rojo y el amarillo/dorado sus colores nacionales históricos.

## Diseño e historia
Los colores de la bandera vietnamita a menudo han sido varios diseños de rojo y amarillo brillante. Según el artículo 141 de la Constitución de 1992: "La bandera nacional de la República Socialista de Vietnam tiene forma rectangular, su ancho es igual a dos tercios de su largo, en medio de un fondo rojo fresco hay una brillante estrella dorada de cinco puntas". La bandera está blasonada: de gules, un salmonete de cinco puntas de oro. 
La bandera apareció por primera vez en el levantamiento de Cochinchina (Nam Kỳ Khởi nghĩa) del 23 de noviembre de 1940, contra el dominio francés en el sur de Vietnam. En 1981 se publicaron en los medios estatales una serie de artículos de Sơn Tùng sobre el origen de la bandera. Sơn Tùng afirmó que la bandera fue diseñada por Nguyễn Hữu Tiến, un líder del levantamiento que fue arrestado por los franceses antes de la levantamiento fallido y ejecutado el 28 de agosto de 1941. Tiến, que nació en la aldea norteña de Lũng Xuyên, era desconocido para el público vietnamita antes de que se publicara la investigación de Tùng. Según un poema que escribió Tiến, el fondo rojo pasó a representar la sangre del pueblo, mientras que el primer plano amarillo pasó a representar "el color de la piel de nuestro pueblo", que fue escrito durante tiempos de opresión del dominio japonés. Las cinco puntas de la estrella representan a intelectuales, campesinos, trabajadores, comerciantes y soldados.
El amarillo y el rojo han sido comunes durante mucho tiempo entre las banderas vietnamitas. El amarillo/dorado fue un color tradicional de Vietnam durante más de 2000 años. En abril de 2001, el Ministerio de Cultura de Vietnam informó que no había documentación que respaldara la afirmación de que Tiến diseñó la bandera. En 2005, Lê Minh Đức, un funcionario de la provincia de Tiền Giang, sugirió que la bandera fue diseñada por otro cuadro, Lê Quang Sô, nativo de la provincia de Mỹ Tho en el delta del Mekong. La teoría de Đức se basa en declaraciones del hijo de Sô, así como en las memorias de Sô de 1968. Según Đức, se eligió el amarillo para representar a Vietnam, mientras que el fondo rojo se inspiró en la bandera del Partido Comunista y representa la revolución. Sô experimentó con estrellas en varias posiciones y tamaños antes de elegir una estrella grande en el centro por razones estéticas. En abril de 1940, la bandera fue aprobada por Phan Văn Khỏe, el jefe del partido comunista de Mỹ Tho. Posteriormente fue aprobado por el partido nacional en julio. Hasta 2006, los medios estatales no han comentado sobre la versión de los hechos de Đức.
La bandera fue desplegada públicamente en la Conferencia del 19 de mayo de 1941, el mismo día en que fue fundado el Viet Minh. El Viet Minh la proclamó "bandera nacional" el 17 de agosto de 1945 durante una reunión celebrada en Tân Trào, en el norte de Vietnam. Ese día había dado comienzo la rebelión nacional contra la ocupación japonesa en Vietnam, que habían ocupado la Indochina francesa en 1940. Cuando los japoneses se rindieron al final de la Segunda Guerra Mundial, el Viet Minh entró en Hanói y proclamó la República Democrática de Vietnam el 2 de septiembre de 1945. Tres días después, el presidente Hồ Chí Minh firmó un decreto por el que era adoptada como bandera de Vietnam. Las tropas francesas volvieron a Indochina en el mes de octubre y restauraron el poder colonial en el sur. Sin embargo, el 2 de marzo de 1946 la Asamblea Nacional vietnamita la adoptó por unanimidad como bandera nacional.
El 30 de noviembre de 1955, después de la Conferencia de Ginebra y la independencia definitiva de Vietnam del Norte, el diseño de la bandera fue modificado y el tamaño de la estrella fue reducido ligeramente. Tras el final de la guerra de Vietnam, en 1976 la bandera también fue adoptada en el territorio del antiguo Vietnam del Sur.
A pesar de sus connotaciones históricas, hoy en día, el fondo rojo (o campo rojo) de la bandera vietnamita es comúnmente un símbolo de derramamiento de sangre, lucha y éxito de la revolución, inspirado en el simbolismo comunista. La estrella amarilla centrada en el campo rojo simboliza una de las cinco clases de la sociedad: empresarios, agricultores, trabajadores, intelectuales y soldados que representan cada punta de la estrella. La bandera también puede ondear con la bandera del Partido Comunista de Vietnam.

## Esquema de colores

Hoja de construcción de la bandera. Aunque la construcción de la bandera está formal y constitucionalmente estandarizada, todavía se utilizan ampliamente copias que no obedecen las pautas anteriores. Entre ellos se incluye el uso popular de la proporción de bandera 1:2, así como la estrella más grande y mal centrada.

Esta es una aproximación del color de la bandera vietnamita. Los legisladores vietnamitas nunca nominan los esquemas de color estandarizados, y tanto los civiles como los medios estatales exhiben física y digitalmente banderas con diferentes tonos de color, siempre que obedezcan al simbolismo del "fondo rojo con una estrella amarilla centrada".
|             | Rojo       | Amarillo  |
| ----------- | ---------- | --------- |
| Pantone     | 1788       | Amarillo  |
| RGB         | 218/37/29  | 255/255/0 |
| Hexadecimal | #DA251D    | #FFFF00   |
| CMYK        | 0/83/87/15 | 0/0/100/0 |

## Banderas históricas

Indochina francesa (1889-1945)
Imperio de Vietnam (1945)
República de Cochinchina (1946-1947)
Vietnam del Sur (1948-1975)
Vietnam del Norte (1945-1955)
Vietnam del Norte (1955-1976)
Vietnam del Sur (1975-1976)